# Cenk Ahmet Alkılıç
Cenk Ahmet Alkılıç (Smirne, 9 dicembre 1987) è un calciatore turco, centrocampista del Karşıyaka.